# Dolmen de la Couture

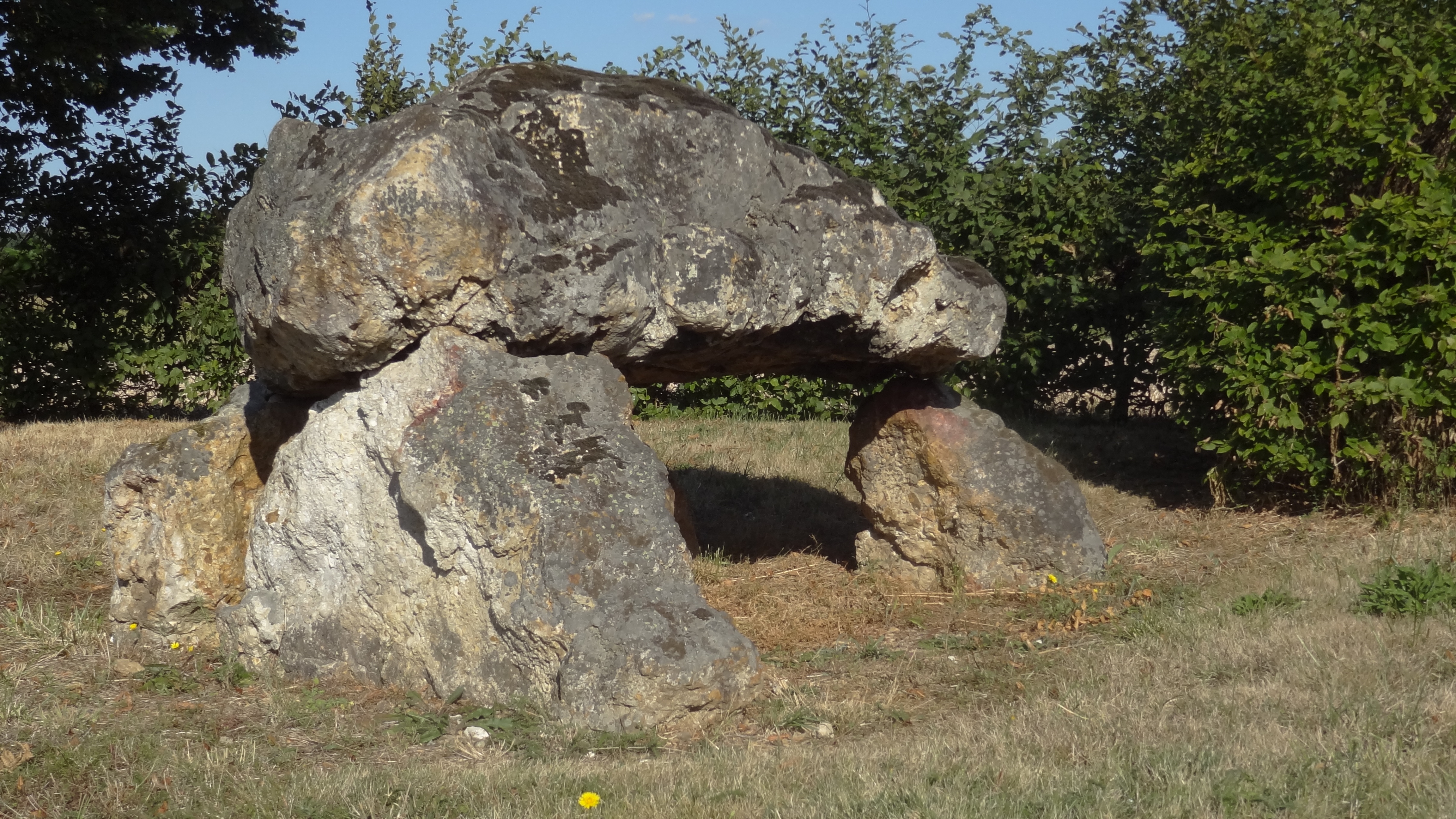
Dolmen de la Couture

Der Dolmen de la Couture (auch Dolmen von Langault genannt) liegt unmittelbar neben einem Park- und Picknickplatz (Bourdoisière genannt) an der Straße D19 nahe dem Fluss Loir, nördlich vom Hof Le Langault und vom Ort Saint-Hilaire-la-Gravelle bei Châteaudun im Département Loir-et-Cher in Frankreich.
Der narbige Dolmen aus Puddingstein besitzt einen etwa 3,0 × 2,0 m großen ovalen Deckstein, der auf drei Tragsteinen liegt, einen weiteren Seitenstein besitzt und nach Süden offen ist, wo möglicherweise Steine fehlen. Der Zugang fehlt und lag wahrscheinlich im Osten.
Der Ausgräber Gervais Launay (1804–1891) fand Fragmente von Keramik und Knochen.
Eine lokale Legende besagt, dass Feen die Höhle gebaut haben.

Dolmen de la Couture
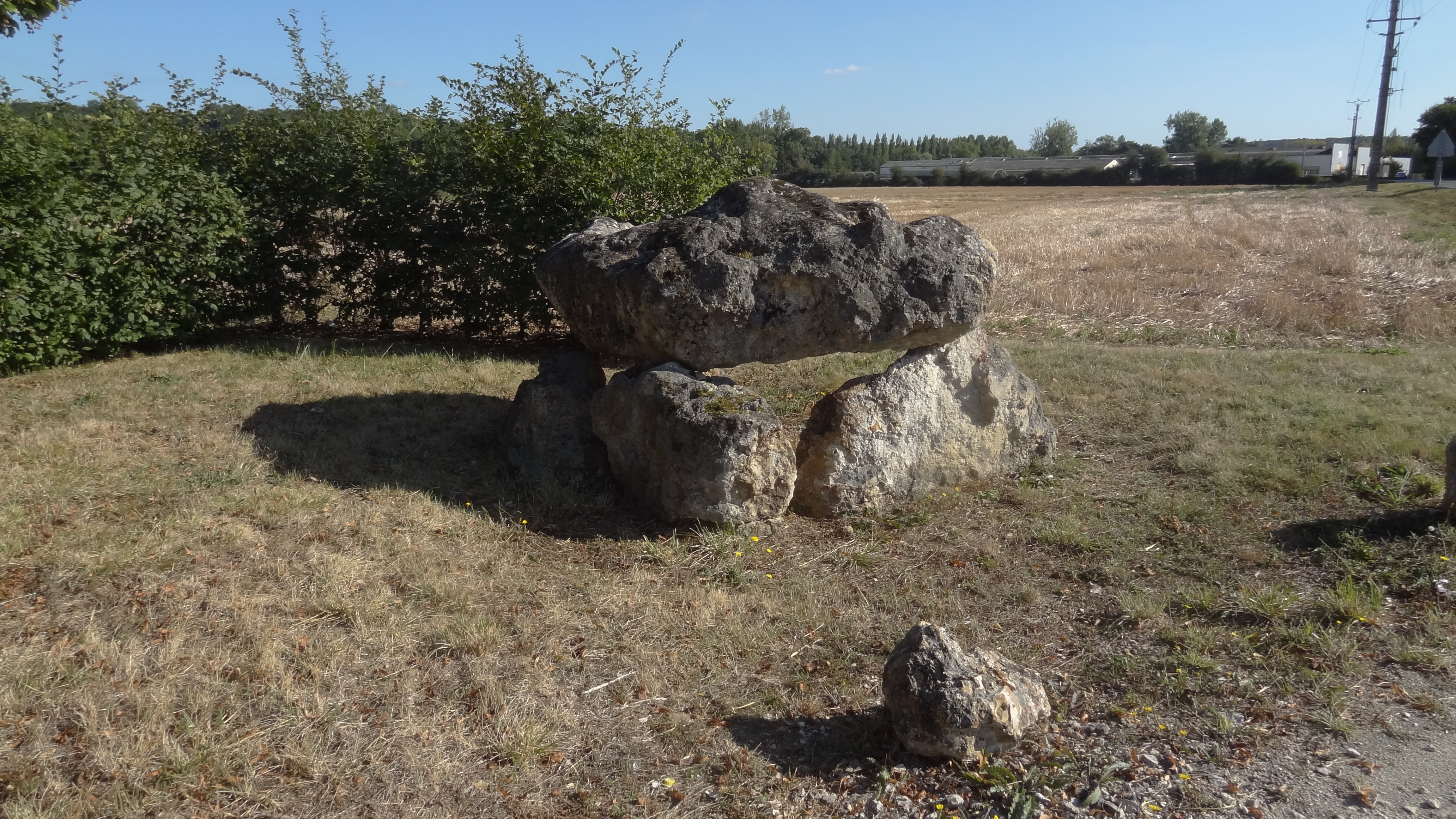
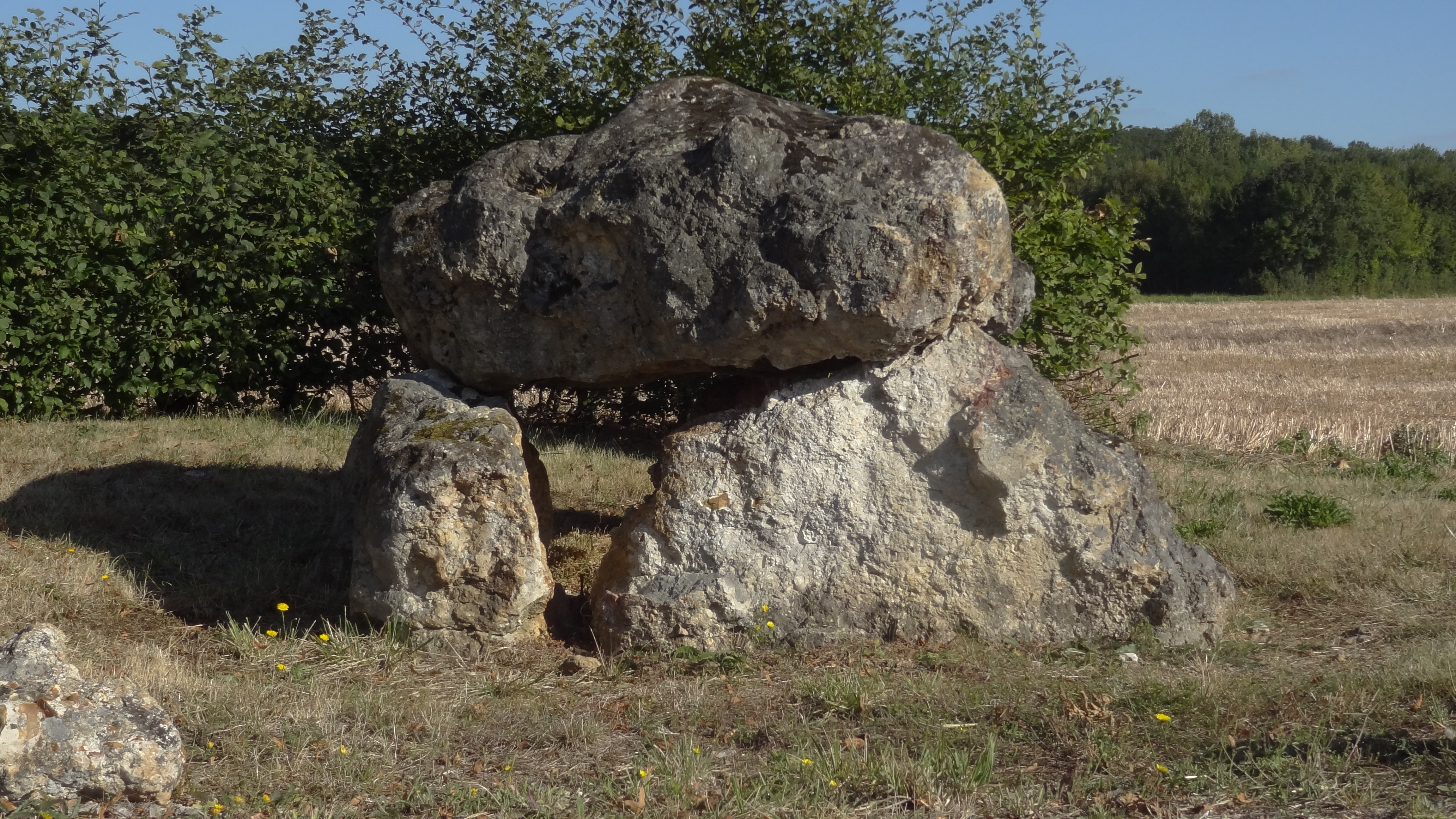
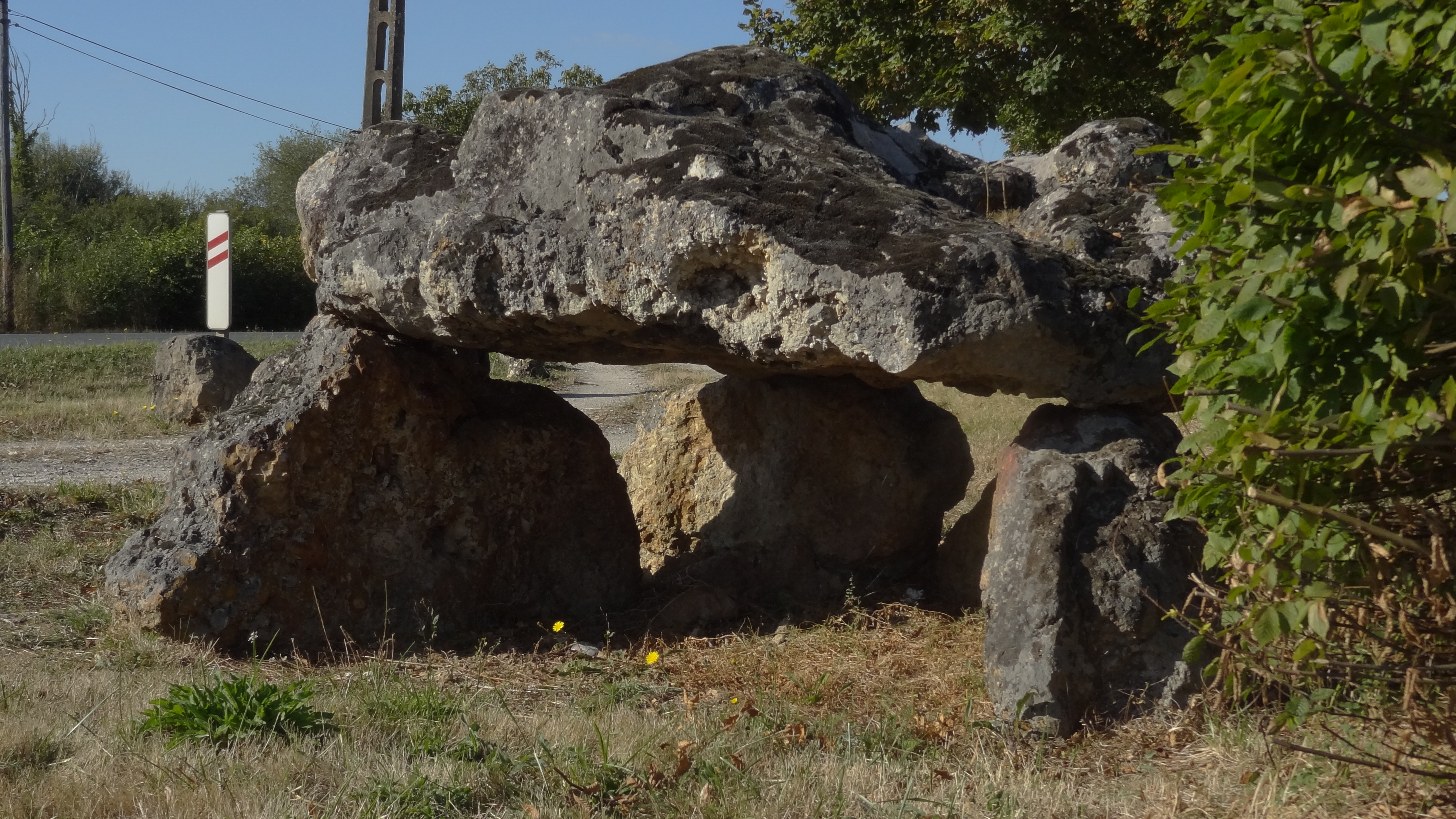
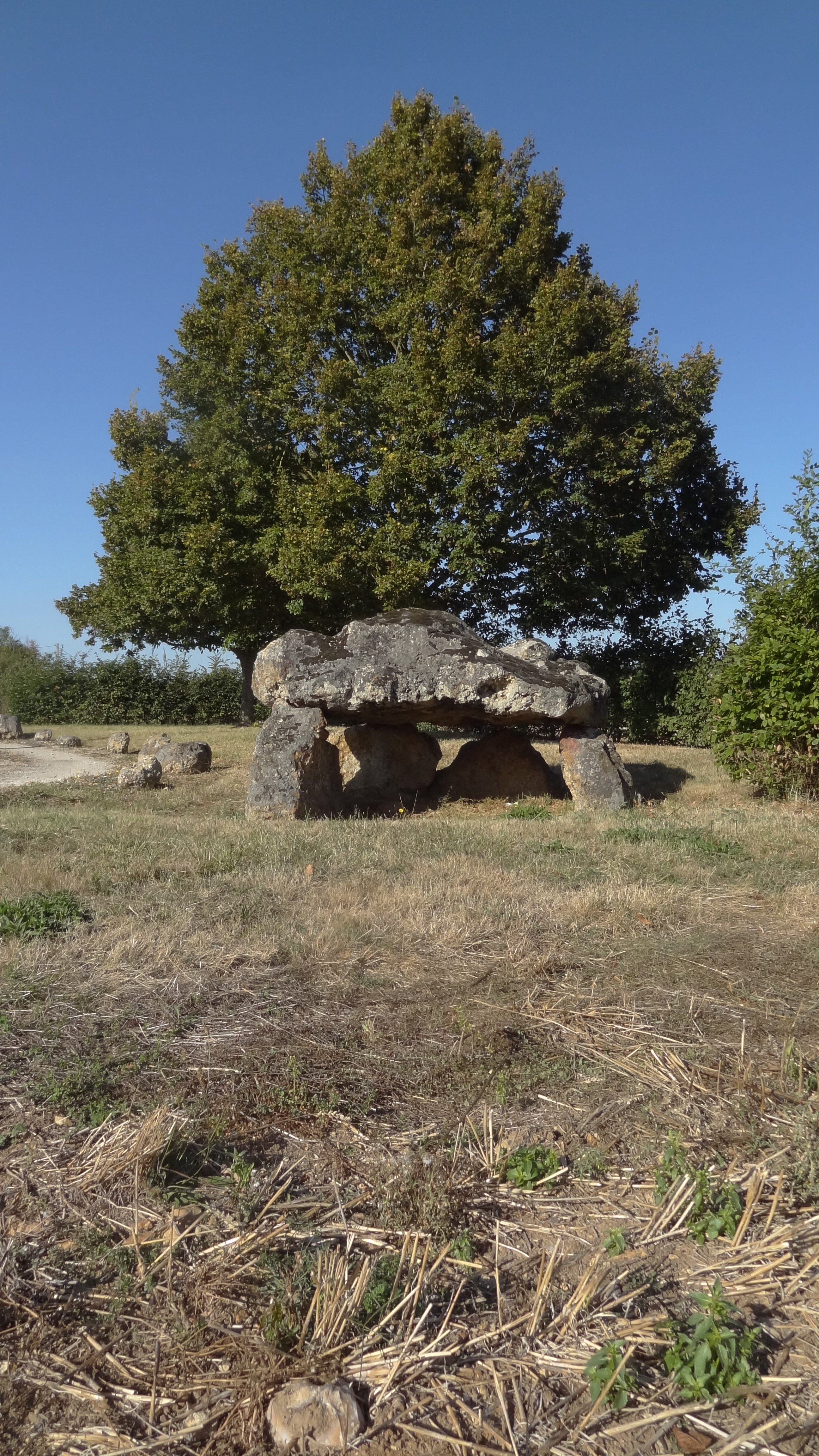